# 涕灭威
涕灭威（英語：Aldicarb）是一种氨基甲酸酯杀虫剂，为农药得滅（Temik，也称铁灭克）的主要活性成分。它能有效杀灭蓟马、蚜虫、叶螨、草盲蝽以及一些潛葉蟲，但主要作为杀线虫剂使用。涕灭威是一种胆碱脂酶抑制剂，防止乙酰胆碱在突触分解。

## 物理及化學性質
為白色結晶固體，具輕微硫磺味，熔點為99~100℃，超過100℃即分解，密度為1.1950 g/cm3 ，蒸氣壓在25℃下為1×10 −4mmHg，對金屬、塑膠等材料不具有腐蝕性。

## 作用機制
幾乎所有殺蟲劑都是干擾神經訊息的傳導，神經系統是動物的協調中心，是農藥最佳作用部位之一。而得滅克就是其中一種神經殺蟲劑，而動物間神經訊息主要是以乙醯膽鹼作為化學傳遞物，而殺蟲劑對神經組織的影響，可能作用於軸傳導、乙醯膽鹼受體、乙醯膽鹼酯酶。得滅克的作用即為抑制膽鹼酯酶（ChE），大部分的殺蟲劑都作用於此。
中毒的昆蟲初始活動率增高，緊接著痙攣，行動失調，最後麻痺死亡。

## 使用範圍
依其作用模式來看，對螨、虱、動植物的寄生線蟲，軟體動物也是有效的。以往用於控制嚼吸類昆蟲如蚜蟲（aphids）、線蟲類（nematodes），通常施用於室外或綠屋不可食的園藝植物。作物方面主要用於棉花，另亦施用於甜菜、草莓、馬鈴薯、洋蔥等可食農作物。

## 毒性和健康影響
毒性為D級。人體醫療檢測需檢查呼吸、心血管、中樞神經系統、慢性皮膚炎、驗尿等；懷孕時，需將暴露量減至最小。
為一種神經系統抑制劑，造成膽鹼乙酯的抑制（inhibition of cholinesterase），但通常會在6 個小時內恢復。人體若暴露於得滅克環境中，短期內會出現噁心，腹瀉和相關輕微性的神經障礙症狀。長期暴露會出現盜汗、瞳孔縮小、雙腿無力的症狀。

## 禁止与限制
涕灭威50毫克就可致一个50公斤重的人死亡，所以不能直接用于蔬菜瓜果，且农药残留会造成极度的环境危害。
秘鲁农业部植物与动物健康管理局2012年下令在三个月内淘汰三种农药，包括杀虫剂涕灭威和硫丹以及所有含砷酸铅的杀虫剂及植物生长调节剂。另外，暂停包含两种原药杀虫剂甲胺磷（methamidophos）和除草剂百草枯的所有登记产品的使用。在秘鲁农业部0013/2012号决议中规定，三种原药登记者拥有从2月1日起为期90天的撤出市场期限。该禁令将在一个周内正式呈交关税联盟秘书长。关税联盟国包括玻利维亚、哥伦比亚、厄瓜多尔和秘鲁。此前，在环境风险评估中发现三种原药对环境具有极度危害，对鸟类和蜜蜂具有高毒性。另外两种原药暂停使用后，允许对其进行为期18个月的毒理学、生态学和农艺学评估。